# Gyetván Csaba
Gyetván Csaba (Dunaújváros, 1979. június 3. –) magyar műsorkészítő, videókészítő.
Pályafutását az RTL Klubon futó Barátok közt című családi filmsorozatban kezdte, ahol Szentmihályi Györgyöt, azaz Giorgiót alakította 2002 és 2005 között. Szerepelt különböző televíziós reklámokban (így került be a Barátok közt-be is). Emellett a színházban is kipróbálta magát több szerepben is. Számos televíziós műsort vezetett különböző csatornákon (Duna Televízió, RTL Klub, TV2, OzoneTV). 2016 óta YouTube csatornájára főként Hogyan készül? tematikával készít videókat. A sorozat mellett egyéb videók és tartalmak is készülnek a Youtube-ra szintén érdekes témákban.
2019 novemberétől a Discovery Channelen új sorozatot  indított − részben a korábbi sorozat folytatása – „Made in Gyetván Csabával” címmel. A sorozatnak 3 évada van.  Egy adáson belül esetlegesen több termék gyártási folyamata is bemutatásra kerülhet.

## Made In Gyetván Csabával
1. évad:
1. epizód: Mi lapul a konyhánkban?
2. epizód: Megújuló energiák
3. epizód: Szupergépek
4. epizód: Könnyen, gyorsan finomat

2. évad:
1. epizód: Így készül a tízezres
2. epizód: Az üveg és az ablak
3. epizód: Így készül a szemeteszsák/Szemüveg újrahasznosításból
4. epizód: A toalett papír

3. évad:
1. epizód: Fából motor/A trappista sajt/Így készül az árnyékoló
2. epizód: Így készül a cement/a cserép/a tégla
3. epizód: A hulladékgazdálkodás
4. epizód: A karton/A gyertya készítése/Az egyszerhasználatos maszk

4. évad:
1. epizód: Parketta - Állateledel - Biztonsági ajtó
2. epizód: Cipő - Műanyagcső - Formatervezés
3. epizód: Gyorsfagyasztott élelmiszerek - Beton
4. epizód: Autóroncsok feldolgozása - Fal- és tetőelemek

5. évad:
1. epizód: Elektromos kábelek - Adatkábelek
2. epizód: Üvegház - Pezsgőkészítés
3. epizód: Vegánhús - Fenntarthatóság
4. epizód: Ipari padló - Karácsonyfadíszek

6. évad:
1. epizód: Jakuzzi - Klinikai gyógyszervizsgálat
2. epizód: Repülők karbantartása
3. epizód: Cipők - Iskolatáskák
4. epizód: Víztisztító gépek - Startupok

Iskolái
- Dunakeszi (középiskola)
- Budapesti Gazdasági Főiskola kereskedelmi, vendéglátó-idegenforgalmi szak: közgazdaságtan